# دخمه (رمان)
رمان دخمه (به پرتغالی: A caverna) نام اثری ماندگار از ژوزه ساراماگو
نویسنده مشهور پرتغالی است؛ که در سال ۱۹۹۸ برنده جایزهٔ نوبل ادبیات گردید.
این کتاب به زبان فارسی نیز ترجمه شده‌است.

## خلاصهٔ داستان
پیرمردی بنام «سیپریانو آلگور» در دهکده‌ای در نزدیکی یک شهر بزرگ زندگی می‌کند.
در این شهر مکانی با نام مجتمع مرکزی وجود دارد که به نوبه خود شهر بزرگی محسوب می‌شود.
ساکنان زیادی در آن زندگی می‌کنند که از امکانات شهری و رفاهی خوبی برخوردارند.
این مجتمع نگهبانان زیادی دارد و داماد سیپریانو آلگور نیز یکی از نگهبانان این مجتمع است.
سیپریانو آهٔ گور سفالگری قدیمی است که ظروف سفالی را در کارگاه سفالگری اجدادیش درست می‌کند و با قراردادی که با مجتمع مرکزی دارد آنها را جهت فروش به مجتمع، به انبار آنجا می‌برد.
زندگی سیپریانو از زمانی که مسئولین مجتمع مرکزی، با به هم زدن یکطرفه قرارداد، دیگر حاضر به خرید سفال‌هایش نیستند، به هم می‌ریزد و او مجبور است تنها کاری که در این دنیا برایش باقیمانده بود را متوقف کند.
از سوی دیگر دامادش در آستانهٔ گرفتن ترفیع قرار می‌گیرد و سیپریانو مجبور است همراه او و دخترش، به مجتمع مرکزی نقل مکان کند که اگر تا حالا، فقط از آن خوشش نمی‌آمد، اکنون برای اینکه از آنجا متنفر باشد نیز دلیل کافی دارد.
در طول زمانی که سیپریانو آلگور توسط مجتمع مرکزی ورشکسته شد، تا زمانی که او به همراه دختر و دامادش به مجتمع رفته و برمی‌گردد، اتفاقاتی رخ می‌دهد که توصیفات جالب توجهی دارد.
ژوزه ساراماگو تلاش نموده نصایح و جملات فلسفی و ادبی خود را در خلال گفت‌وگوهای شخصیت‌های داستان بیان کند و همین نکته، باعث گردیده که این کتاب مورد توجه علاقه‌مندان قرار بگیرد.